# Paralcis aurantifascia
Paralcis aurantifascia là một loài bướm đêm trong họ Geometridae.